# Festival da Cunhã
Festival da Cunhã é um festival de música idealizado pela dançarina, influenciadora digital e empresária brasileira Isabelle Nogueira. O festival é localizado na Arena da Amazônia em Manaus.

## História

### Primeira edição (2025)
O festival foi anunciado em 29 de janeiro de 2025 em São Paulo. O projeto conta com a parceria da produtora de eventos manauara Pump Entertainment e da agencia paulista Mynd. Inicialmente conta com três dias de eventos, 22, 23 e 24 de maio, sendo os dois primeiros uma imersão na gastronomia, cultura e tradições amazonenses para convidados, por fim, encerrando-se no último dia com os shows na Arena da Amazônia para o público geral. A porcentagem de acesso ao festival foi dividido em 90% de forma gratuita, através da doação de alimentos não perecíveis, e os outros 10% restantes para pagantes.
Em 28 de março de 2025, a dupla sertaneja, Maiara & Maraisa foram anunciadas como a primeira e principal atração da primeira edição do festival. Acompanhadas dos demais artistas amazonenses e nortistas como Hadail Mesquita, George Japa, DJ Aya, Márcia Siqueira, Israel Paulain, Mady e seus Namorados, Edilson Santana, Uendel Pinheiro, Zona Tribal, Dyakapiró, Rafa Militão, Junior Paulain e Sebastião Júnior.
Os primeiros convidados para a imersão começaram a ser anunciados em 24 de abril. Nomes como os influenciadores: Gominho, Sobrevivente, Ruivinha de Marte, John Drops, Fernando Campos, Jaquelline Grohalski, Vanessa Lopes, Mari Wapichana, Gkay, Blogueirinha e Gugura; a política Thabatta Pimenta; os cantores Zaynara, Duh Marinho e Pocah; a atleta olímpica Daniele Hypólito; os humoristas Phellyx, Arthur Sousa, Daniel Maia e Tokinho; as comunicadoras Nátaly Neri e Maíra Azevedo; o publicitário Yaponã Guajajara; os ex-bbbs Giovanna Lima, Fred Nicácio, Vivian Amorim, Michel Nogueira, Lucas Pizane, Raquele Cardozo, Marcus Brito, Amanda Meirelles, Leidy Elin, Arleane Marques, Marcelo Prata, Sarah Andrade, Lucas Buda, Kerline, Viny, Tina Calamba e Giovanna Pitel; e os atores Kaysar Dadour, Gabriel Santana e Leonardo Bitttencourt. Os convidados se hospedaram no hotel flutuante Uiara Amazon Resort, interagiram com os botos, e visitaram a aldeia Cipiá e o Museu do Seringal; além de terem uma prévia do Festival Folclórico de Parintins.
Em sua primeira edição, o festival conta com a parceria de empresas como Embelleze, Brahma, Petite Jolie, Rexona e Vai Voando. Um dos pilares do festival é a preservação ambiental, logo, em parceria com a startup Tree Earth foram plantadas mais de 750 mudas de árvores nativas da região amazônica. O plantio foi feito na Lago do Puraquequara, na zona rural de Manaus.

## Edições
| Nº | Edição                 | Público | Local                     | Ref.   |
| -- | ---------------------- | ------- | ------------------------- | ------ |
| 1  | Festival da Cunhã 2025 | 30.000  | Arena da Amazônia, Manaus | [ 21 ] |